# Puerto del Rosario (Gerichtsbezirk)
Der Gerichtsbezirk Puerto del Rosario ist einer der sieben Gerichtsbezirke in der Provinz Las Palmas.
Der Bezirk umfasst 6 Gemeinden auf einer Fläche von 1.659,74 km² mit dem Hauptquartier in Puerto del Rosario.

## Gemeinden
| Gemeinde                          | Einwohner (2024) | Fläche km² | Dichte Einw./km² | Cod INE | Postleitzahl               |
| --------------------------------- | ---------------- | ---------- | ---------------- | ------- | -------------------------- |
| Antigua                           | 13.832           | 250,56     | 55               | 35003   | 35630, 35638               |
| Betancuria                        | 812              | 103,64     | 8                | 35007   | 35637                      |
| La Oliva                          | 29.693           | 356,13     | 83               | 35014   | 35640, 35649, 35650, 35660 |
| Pájara                            | 21.614           | 383,52     | 56               | 35015   | 35625–35628                |
| Puerto del Rosario                | 44.638           | 289,95     | 154              | 35017   | 35600, 35610–35613         |
| Tuineje                           | 16.454           | 275,94     | 60               | 35030   | 35620, 35627–35629         |
| Gerichtsbezirk Puerto del Rosario | 127.043          | 1.659,74   | 77               | –       | –                          |